# Œ́
Cette page contient des caractères spéciaux ou non latins. S’ils s’affichent mal (▯, ?, etc.), consultez la page d’aide Unicode.
Œ́ (minuscule : œ́), appelé E dans l’O accent aigu, est un graphème utilisé dans l’écriture du dan de l’Est en Côte d’Ivoire et du koonzime au Cameroun. Elle a aussi utilisée en vieux norrois. Il s’agit de la lettre Œ diacritée d’un accent aigu.

## Utilisation
Dans plusieurs langues tonales le ‹ œ́ › représente le même son que le ‹ œ › et l’accent aigu indique le ton haut.

## Représentations informatiques
Le E dans l’O accent aigu peut être représenté avec les caractères Unicode suivants :
- décomposé (latin étendu A, diacritiques)[1],[2] :

| formes    | représentations | chaînes de caractères | points de code | descriptions                                              |
| --------- | --------------- | --------------------- | -------------- | --------------------------------------------------------- |
| capitale  | Œ́               | Œ◌́                    | U+0152 U+0301  | digramme soudé majuscule latin oe diacritique accent aigu |
| minuscule | œ́               | œ◌́                    | U+0153 U+0301  | digramme soudé minuscule latin oe diacritique accent aigu |